# Messerschmitt Bf 165
O Messerschmitt Bf 165 foi um projeto alemão de bombardeiro. Apenas um Modelo da aeronave foi criado em 1937 para apresentar para a RLM.